# Aude
 Denne artikel omhandler et fransk departement. Opslagsordet har også en anden betydning, se Aude (flod).
Aude ( fransk udtale ?) er et fransk departement i regionen Occitanie (tidligere Languedoc-Roussillon). Hovedbyen er Carcassonne, og departementet har 309.770 indbyggere (1999).
Der er 3 arrondissementer, 19 kantoner og 436 kommuner i Aude.
- Wikimedia Commons har flere filer relateret til Aude

43°5′N 2°25′Ø / 43.083°N 2.417°Ø